# Sylvestre Junior
Sylvestre Junior est un personnage des cartoons Looney Tunes. Il a été créé par Robert McKimson et sa première apparition date de 1950 dans le dessin animé Vas-y Papounet (Pop 'Im Pop!).

## Filmographie

### 1950
- Vas-y Papounet (Pop 'im Pop!)

### 1952
- Et tu seras un chat mon fils (Who's Kitten Who?)

### 1953
- Sacrée souris (Cats a-Weigh)

### 1956
- C'est dans la poche... Kangourou (Too Hop to Handle)
- La Chasse à la souris (The Slap-Hoppy Mouse)

### 1957
- Le musée s'amuse (Mouse-Taken Identity)

### 1959
- Lutte inégale (Cat's Paw)
- Rêves de canari (Tweet Dreams) (caméo)

### 1960
- La petite souris sans gêne (Goldimouse and the Three Cats)

### 1961
- La Leçon de chasse du chat (Birds of a Father)

### 1962
- La Leçon de pêche (Fish and Slips)

### 1963
- Une maison pour junior (Claws in the Lease)

### 1964
- C'est grave, Docteur ? (Freudy Cat)